# Jagabaya (Kikim Selatan)
Jagabaya is een bestuurslaag in het regentschap Lahat van de provincie Zuid-Sumatra, Indonesië. Jagabaya telt 477 inwoners (volkstelling 2010).